# Heterorhabdus tanneri
Heterorhabdus tanneri är en kräftdjursart som först beskrevs av Giesbrecht 1895.  Heterorhabdus tanneri ingår i släktet Heterorhabdus och familjen Heterorhabdidae. Inga underarter finns listade i Catalogue of Life.